# Acronicta flavescens
Acronicta flavescens là một loài bướm đêm trong họ Noctuidae.